# Відемар
Відемар (нім. Wiedemar) — громада в Німеччині, розташована в землі Саксонія. Входить до складу району Північна Саксонія.
Площа — 93,48 км2. Населення становить 5306 ос. (станом на 31 грудня 2020).